# Bissières
Bissières ist eine Ortschaft mit 175 Einwohnern (Stand: 1. Januar 2019) im französischen Département Calvados in der Normandie. Die bis zum 1. Januar 2017 bestehende eigenständige Gemeinde gehörte zum Kanton Mézidon-Canon und zum Arrondissement Lisieux und war Mitglied des Gemeindeverbandes Communauté de communes de la Vallée d’Auge. Sie wurde durch ein Dekret vom 8. September 2016 mit Méry-Corbon zur Commune nouvelle Méry-Bissières-en-Auge zusammengelegt. Seither ist sie eine Commune déléguée.

## Geografie
Der tiefste Punkt befindet sich auf 13 und der höchste auf 50 Metern über Meereshöhe. Die Gemeindegemarkung umfasste 1,55 km². Die Nachbarorte sind Méry-Corbon im Norden und im Nordosten, Magny-le-Freule im Südosten und im Süden und Croissanville im Westen.

## Bevölkerungsentwicklung
| Jahr      | 1962 | 1968 | 1975 | 1982 | 1990 | 1999 | 2005 | 2014 |
| --------- | ---- | ---- | ---- | ---- | ---- | ---- | ---- | ---- |
| Einwohner | 130  | 97   | 117  | 149  | 160  | 155  | 142  | 181  |

## Sehenswürdigkeiten
- Kirche Sainte-Croix mit einer Sonnenuhr

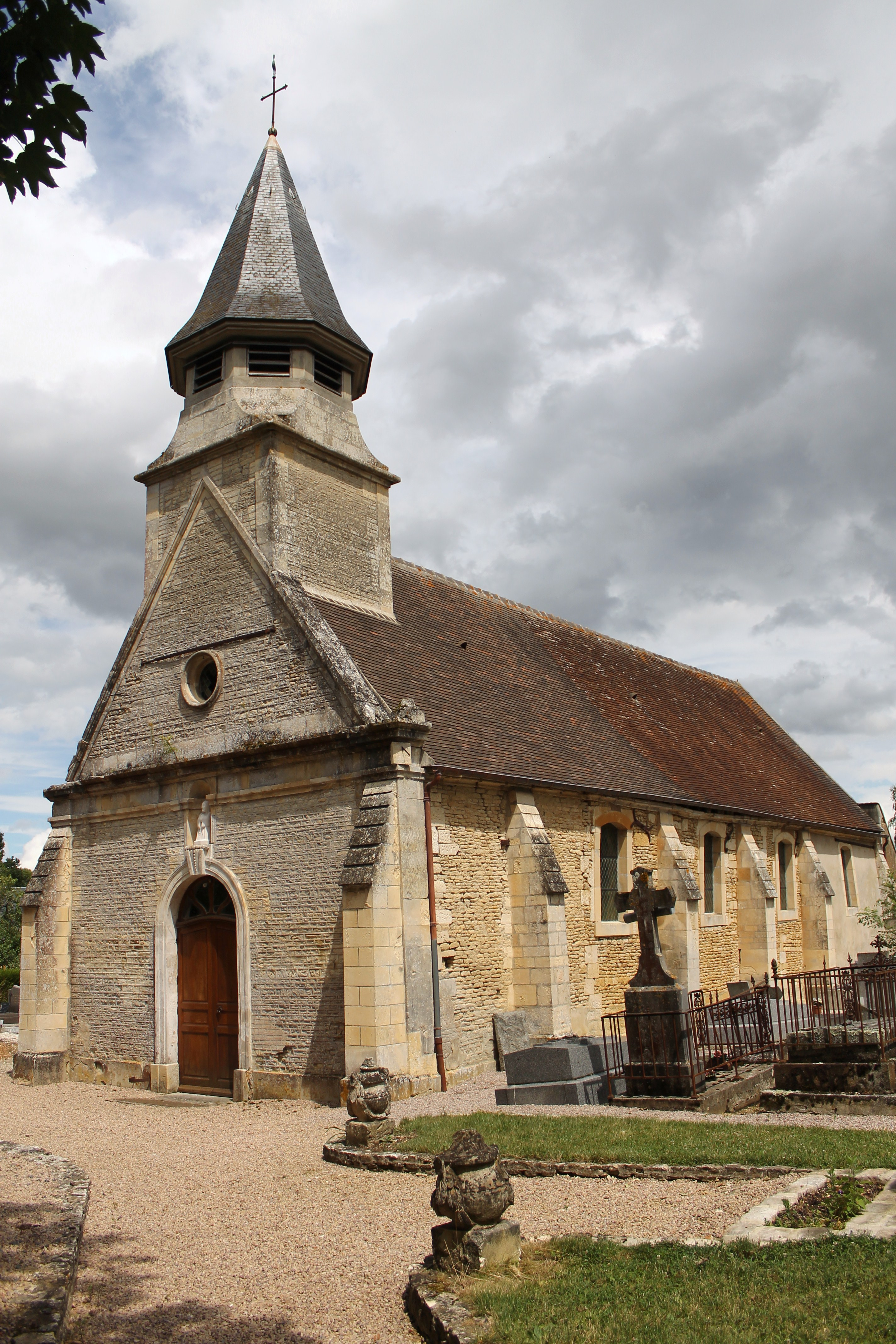
Kirche Sainte-Croix
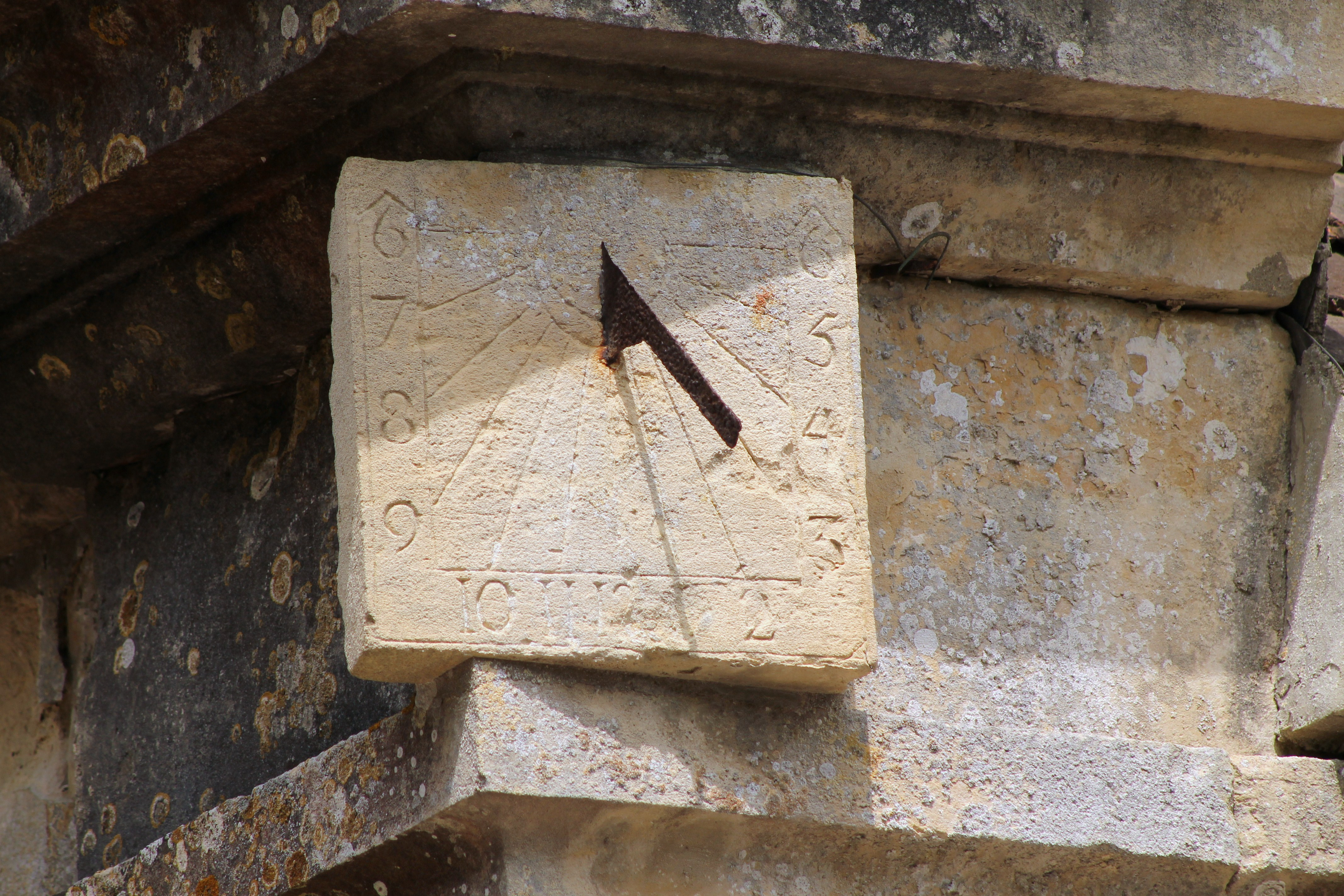
Sonnenuhr an der Kirchenmauer